# Geir Ivarsøy
Geir Ivarsøy (27 juin 1957 – 9 mars 2006) était un informaticien norvégien. Il était l'un des créateurs de la suite internet Opera. Il est décédé en 2006 des suites d'un cancer.

Sur la page opera://about/ du navigateur Opera, depuis la version 6 sont inscrits les mots À la mémoire de Geir Ivarsøy en hommage de celui-ci.